# Jean-Paul Pierrat
Jean-Paul Pierrat (* 3. Juli 1952 in Xonrupt) ist ein ehemaliger französischer Skilangläufer.

## Werdegang
Pierrat errang bei den Olympischen Winterspielen 1976 in Innsbruck den 18. Platz über 15 km und den 11. Platz über 50 km und in der Staffel. Im folgenden Jahr siegte er beim Marcialonga.
Bei den nordischen Skiweltmeisterschaften 1978 in Lahti holte er die Bronzemedaille über 50 km. Im selben Jahr gewann er den Wasalauf.
Seine besten Platzierungen bei den Olympischen Winterspielen 1980 in Lake Placid waren der 12. Rang über 50 km und der zehnte Rang mit der Staffel.
Bei den nordischen Skiweltmeisterschaften 1982 erreichte Pierrat den 11. Platz über 30 km. In der Saison 1981/82 wurde er Vierter im Gesamtweltcup. Sein bestes Ergebnis im Weltcup war der zweite Platz im Januar 1982 über 30 km in Brusson. Anfang März gewann er ein zweites Mal den Wasalauf, wurde jedoch nachträglich zugunsten des Schweden Lasse Frykberg disqualifiziert, weil er entgegen dem Reglement beide Skier unterwegs gewechselt hatte – erlaubt war  der Wechsel eines Skis bei Defekten an Ski oder Bindung, was er und seine Trainer nach eigenen Angaben als „ein Wechsel erlaubt“ verstanden hatten. Ende März beendete er nach dem letzten Weltcuprennen seine aktive Sportlerkarriere.
Anschließend war Pierrat von 1982 bis 1987 Skilanglauf-Nationaltrainer in Frankreich, ehe er Mitglied im Organisationskomitee der Olympischen Winterspiele 1992 wurde. Später arbeitete er mehrere Jahre in der Amaury Sport Organisation mit. Von seinem Posten als Geschäftsführer des Organisationskomitees der Alpinen Skiweltmeisterschaften 2009 in Val-d’Isère trat er im September 2007, drei Monate nach dem Vorsitzenden Jean-Claude Killy, zurück, vor dem Hintergrund von erheblichem Verzug der Baumaßnahmen, schwieriger finanzieller Lage und Verstimmung mit dem zuständigen Ministerium in Paris.
Sein 11 Jahre jüngerer Bruder Claude war ebenfalls Skilangläufer.